# Pierre Villaret
Pierre Villaret (* 3. März 1918 in Lausanne; † 28. August 2001 ebenda) war ein Schweizer Botaniker, Palynologe, Pteridophytologe und Pflanzensoziologe.

## Leben

### Schule und Studium
Villaret besuchte die Schule in Lausanne und schloss sie 1937 mit einem Bakkalaureat für Latein und Griechisch ab.
Dann studierte er Naturwissenschaften an der Universität Lausanne und schloss sein Studium 1944 auf den Gebieten Mathematik, Chemie, Physikalische Chemie, Zoologie und Botanik mit dem Lizenziat ab.
Er wurde Assistent von Arthur Maillefer.
Von 1944 bis 1945 verbrachte er sein akademisches Jahr am Institut für Geobotanik an der Eidgenössischen Technischen Hochschule Zürich bei Werner Lüdi.
Dort spezialisierte er sich auf die Gebiete Palynologie und Geobotanik.
Er schrieb seine Doktorarbeit bei Arthur Maillefer zum Thema Étude floristique de la Vallée d’Anzeindaz (Floristische Studien des Tales Anzeindaz) und promovierte 1953.
Die Doktorarbeit wurde 1056 veröffentlicht.

### Beruf und Ämter
Villaret kehrte nach Abschluss seines akademischen Jahres wieder nach Lausanne zurück.
Hier wurde er am 1. April 1945 zum Kurator der Institution Musée et jardins botaniques cantonaux de Lausanne (Museum und Botanische Gärten des Kantons Waadt in Lausanne) ernannt. In dieser Zeit schaffte Villaret sich einen VW Käfer an, der es ihm ermöglichte, mit anderen Botanikern Exkursionen in die Umgebung zu machen. Mit Edouard Thommen erforschte er die Teiche der Dombes und der Bresse. Weitere Exkursionen unternahm er mit Samuel Aubert.
Villaret war Vorsitzender der Gründungsversammlung für den Cercle Vaudois de Botanique am 16. Januar 1949 und Förderer und Freund dieser Gesellschaft.
Von 1954 bis 1964 hielt er Vorlesungen über Systematische Botanik und Pharmazie und über Phytogeografie an der Universität Lausanne. Zunächst war er als ausserordentlicher Professor angestellt. 1966 wurde er Direktor des Instituts für Systematische Botanik und 1972 schliesslich ordentlicher Professor an der Universität Lausanne.
Aufgrund seiner Kenntnisse der Schweizer Flora gelang es Villaret trotz grosser redaktioneller Schwierigkeiten das Buch Flore de la Suisse von Auguste Binz und Edouard Thommen herauszugeben. Es erschienen 1966 und 1976 Ausgaben davon. 1993 erschien eine darauf beruhende Ausgabe unter dem Titel Taschenatlas der Schweizer Flora in deutscher Sprache. Villaret widmete sich besonders den schwierigen Gebieten der Gefässsporenpflanzen und der Seggen und konnte deren Bestimmungsschlüssel vollständig überprüfen.
Neben seiner universitären Tätigkeit bekleidete Villaret die folgenden Ämter:
- seit 1961 Leitung des Alpengartens «Thomasia» (Jardin alpin de Pont de Nant), eines botanischen Gartens in 1260 m Höhe mit 3000 Alpenpflanzen.
- von 1960 bis 1964 Vorsitzender des Cercle Vaudois de Botanique, ab 1979 Ehrenmitglied
- 1968 Gründungsmitglied des Arboretum national du vallon de l’Aubonne
- von 1954 bis 1967 Sekretär der Kommission für Naturschutz des Kantons Waadt
- von 1963 bis 1967 Sekretär der Kommission zum Schutz nationaler Naturschutzgebiete
- von 1964 bis 1967 Sekretär beim Rat der Schweizer Liga für Naturschutz
- von 1954 bis 1981 Mitglied der Kommission für Geobotanik der Schweiz[1]

1981 ging Villaret in den vorzeitigen Ruhestand und wurde zum Honorarprofessor der Universität Lausanne ernannt. Nachdem Villaret seine Gesundheit wiedererlangt hatte, unternahm er mit seiner Partnerin Léa Cart ausgedehnte botanische Exkursionen. Dabei bereiste er Argentinien, die USA, Hawaii, Guadeloupe, Südafrika, die Kanaren, Malaysia und Australien. Er besass ein Haus in Jávea, wo er von den Einheimischen Don Pedro el Botanico genannt wurde. Ausserdem hatte er ein Appartement in Locarno gemietet. An beiden Orten setzte er seine botanischen Studien fort und erforschte besonders die Farne.

## Familie
1957 heiratete Villaret die deutsche Botanikerin Margita von Rochow.
Nach ihrer Heirat nannte sie sich Margita Villaret-von Rochow.
Sie zog nach ihrer Heirat zu Villaret nach Lausanne und bekam zwei Kinder (1958 und 1960).
1974 starb Margita und liess Villaret mit den beiden Kindern zurück.
Lange konnte er den Tod seiner Frau nicht überwinden und zog sich von allen seinen Aktivitäten zurück.
Dies führte zu seinem vorzeitigen Ruhestand 1981.

## Werke (Auswahl)
- Margita Villaret-von Rochow, Pierre Villaret: Das Pollendiagramm eines Waldgrenzmoores in den Waadtländer Alpen, Veröffentlichungen des Geobotanischen Institutes Rübel in Zürich, Band 33 (1958), doi:10.5169/seals-308033#246
- Pierre Villaret: L'évolution postglaciaire de la végétation en fonction de l'altiude dans la vallée d'Anzeindaz (Alpes Vaudoises), Berichte des Geobotanischen Institutes der Eidg. Techn. Hochschule, Stiftung Rübel, Band 31 (1959), online
- Pierre Villaret: L'œuvre taxonomique et floristique d'A. Maillefer, Bulletin de la Société Vaudoise des Sciences Naturelles, Band 67 (1958–1961), doi:10.5169/seals-275097#292
- Pierre Villaret: Le Polypodium vulgare L. ssp. serratum (WILLD.) CHRIST en Suisse, Bulletin de la Société Vaudoise des Sciences Naturelles, Band 67 (1958–1961), doi:10.5169/seals-275097#292
- Pierre Villaret, Marcel Burri: Les découvertes palynologiques de Vidy et leur signification pour l'histoire du Lac Léman, Bulletin de la Société Vaudoise des Sciences Naturelles, Band 69 (1965–1967), doi:10.5169/seals-275785
- Pierre Villaret: La Station, Bulletin technique de la Suisse romande, Band 100 (1974), online